# Colom guatlla de les Petites Antilles
El colom guatlla de les Petites Antilles (Geotrygon mystacea) és una espècie d'ocell de la família dels colúmbids (Columbidae) que habita boscos de les Petites Antilles, des de Puerto Rico fins a Saint Lucia.